# Monfandì
Il Monfandì (2.820 m s.l.m.) è una montagna delle Alpi del Gran Paradiso nelle Alpi Graie.

## Descrizione
Costituisce il punto più elevato della Valchiusella. Si trova lungo la costiera che partendo dal monte Marzo e passando per il monte Giavino divide la Val Soana dalla Valchiusella. 

## Accesso alla vetta
È possibile salire sulla vetta partendo da Fondo, passando per la frazione Tallorno e nei pressi del lago Creus.

### Cartografia
- Cartografia ufficiale italiana dell'Istituto Geografico Militare (IGM) in scala 1:25.000 e 1:100.000, consultabile on-line sul Geoportale nazionale del Ministero dell'Ambiente
- Carta dei sentieri e dei rifugi scala 1:50.000 n. 9 Ivrea, Biella e bassa Valle d'Aosta, Istituto Geografico Centrale - Torino
- Collana "Alpi Canavesane", carta in scala 1:25.000 n. 3 Carta della Valchiusella, MU Edizioni - Mercenasco